# Гласул Виктимелор
„Гласул Виктимелор“ (на румънски: „Glasul victimelor“, в превод Гласът на жертвите) е седмичен вестник, издаван в Букурещ, Румъния от 13 февруари до 17 юни 1913 година.
Подзаглавието му е Орган на арумънската младеж в Македония, Епир и Албания (Organ al tineretului aromân din Macedonia, Epir şi Albania). Издаван е от редакционен комитет без споменаване на имена. Във вестника пишат проф. Анастасе Н. Хачю и А. П. Константинеску.